# Jardín Filarmónico
Jardín Filarmónico (en azerí:Filarmoniya bağı), a veces llamado el parque del gobernador, es un parque en Bakú, Azerbaiyán, cerca de fortaleza de Bakú.

## Historia

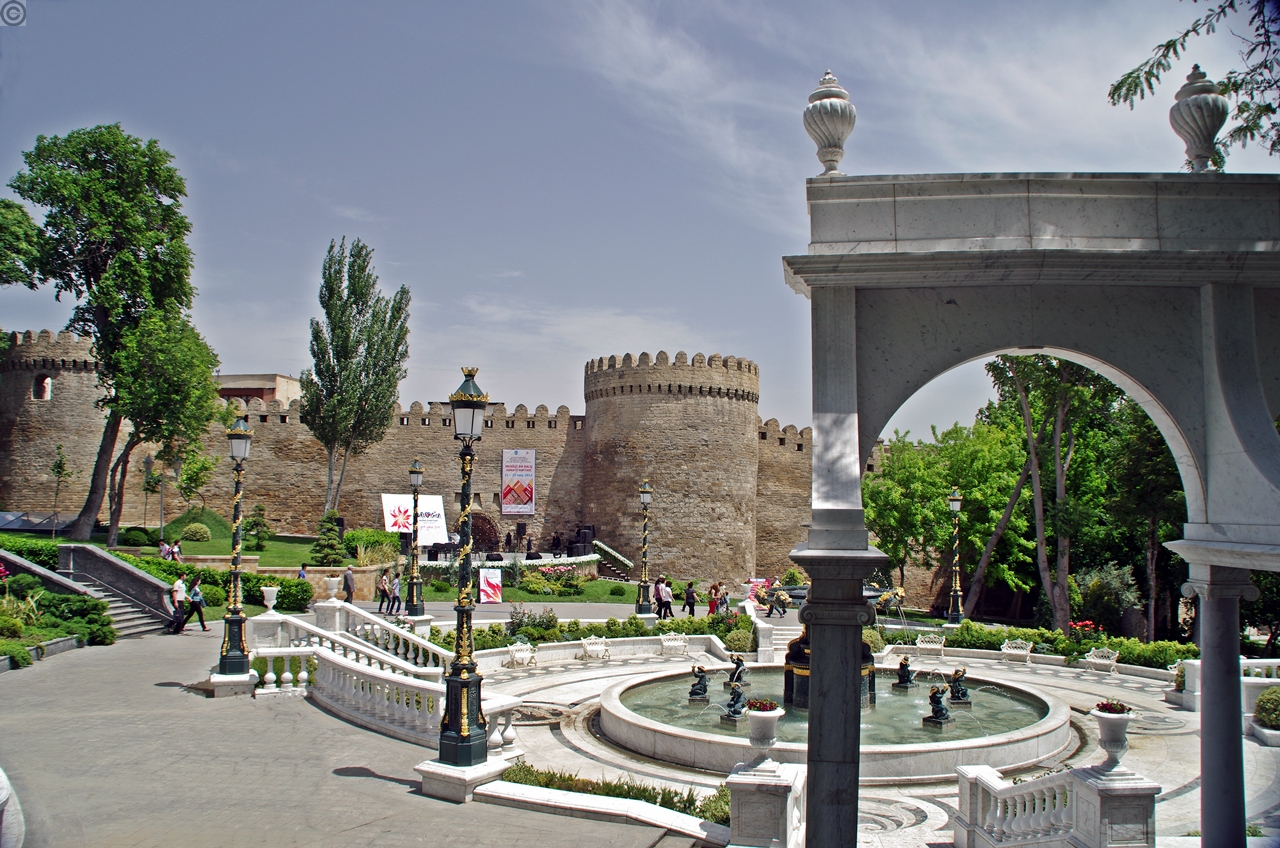
Jardín Filarmónico

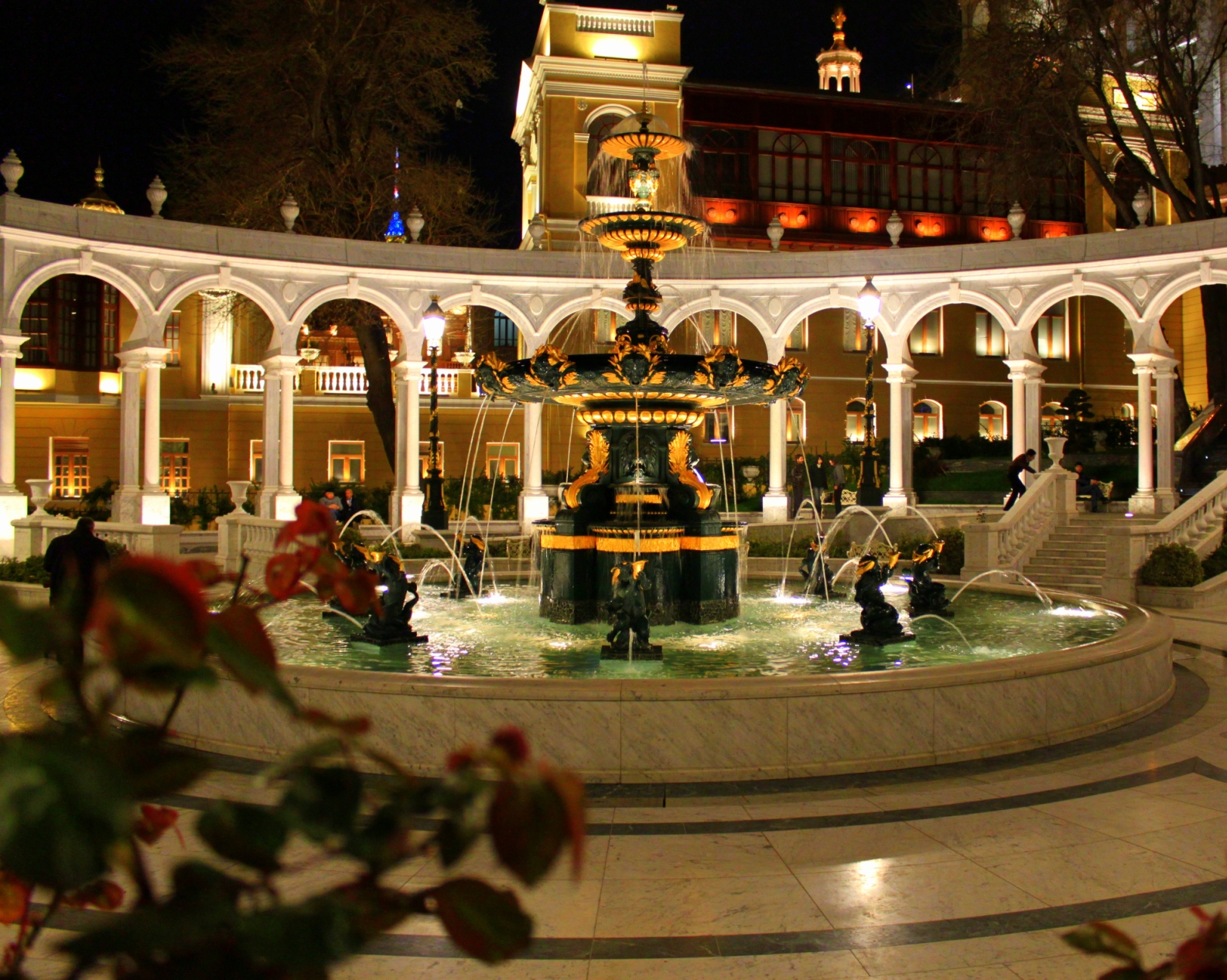

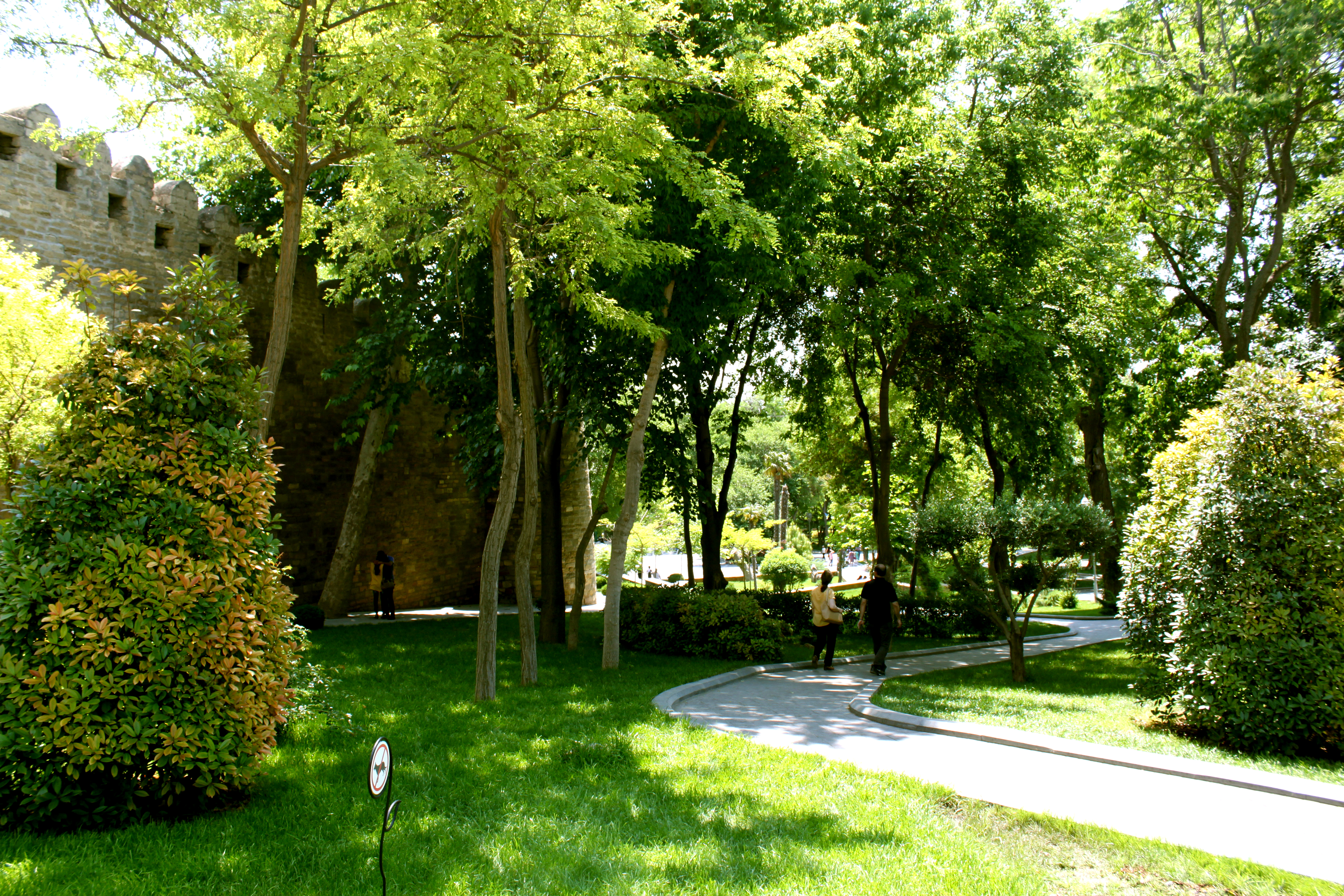

El parque fue establecido a principios del año 1830. Fue extendido a 4.6 hectáreas (11 acres) en los años 1860 y 1870. A principios del siglo XX existían planes para crear una sala de concierto en el parque. Un pabellón de verano fue construido. El parque fue renovado en los años 1970 y en el año 2007 por el orden del Presidente Ilham Aliyev. Se ha añadido una fuente antigua diseñada por la compañía francesa Inter Art.